# Płowce (przystanek kolejowy)
Płowce – nieczynny wąskotorowy przystanek osobowy w Płowcach, w gminie Radziejów, w powiecie radziejowskim, w województwie kujawsko-pomorskim, w Polsce. Został wybudowany w 1908 roku razem z linią kolejową do Płowiec.